# St.-Urban-Kirche (Klein Ilsede)
Die evangelisch-lutherische St.-Urban-Kirche in Klein Ilsede (Gemeinde Ilsede/Niedersachsen) ist eine der ältesten Kirchen des Kirchenkreises Peine (Evangelisch-lutherische Landeskirche Hannovers).

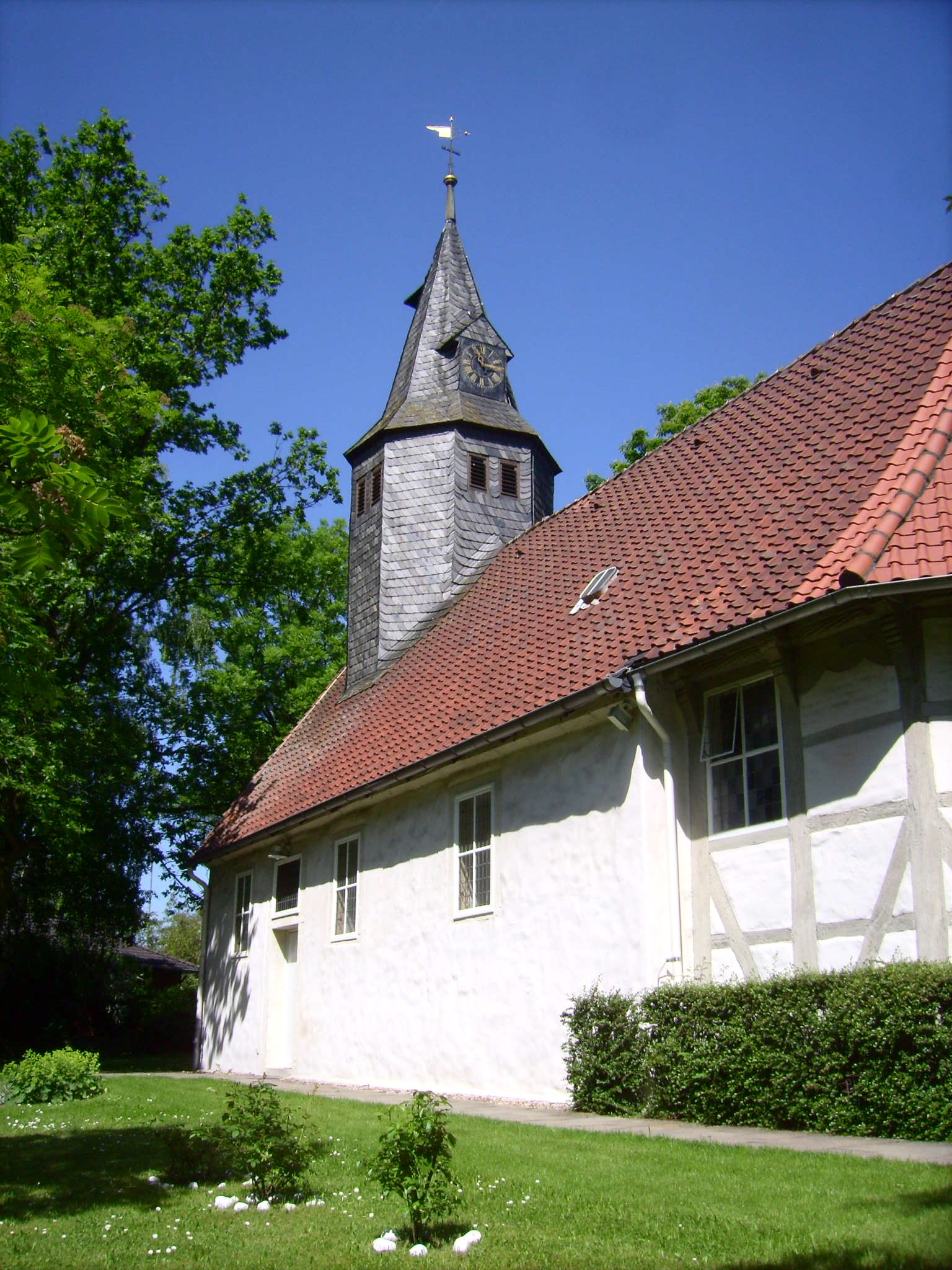
Sicht von Süden

## Baugeschichte
Die St.-Urban-Kirche wurde als spätgotischer Bruchsteinbau bereits in vorreformatorischer Zeit – wohl im 14. Jahrhundert als Hauskapelle für das Gut Schwicheldt – erbaut. Die Herren von Schwicheldt besaßen das Patronatsrecht bereits im Jahre 1463. Ende des 16. Jahrhunderts ist die Kirche durch einen polygonalen Fachwerkchor erweitert worden. So zeigt die Wetterfahne das Schwicheldtsche Wappen mit der Jahreszahl 1580, und in einem der Deckenbalken ist die Jahreszahl 1600 verewigt. Im Laufe der Jahrhunderte ist die St.-Urban-Kirche mehrmals renoviert und teils erneuert worden. 1840 wurde eine Empore an der West- und Nordseite eingebaut, 1877 wurde der ursprünglich barocke Kanzelaltar entfernt, der Kanzelkorb an der Südseite angebracht und an der Ostwand eine Furtwängler-Orgel eingebaut. Der dreiteilige mittelalterliche Flügelaltar ist erst nach der Restaurierung im Jahre 1961 an den jetzigen Platz gerückt. Er hing vorher als Epitaph an der Nordwand des Chorraumes in der Patronatsprieche. Das Altarbild wurde zuletzt 2005 restauriert, der Innenraum wurde 2009 vollständig renoviert. 2011 ersetzte man den gerade verlaufenden grauen Betonplattenweg rund um die Kirche durch einen mit rotem und schwarzem Pflasterstein verlegten „Taufweg“, der in leichten Wellen einen Flusslauf samt See vor der Kirchentür symbolisiert. Die Besucher werden so auf dem Weg zur Kirche an ihre Taufe erinnert.

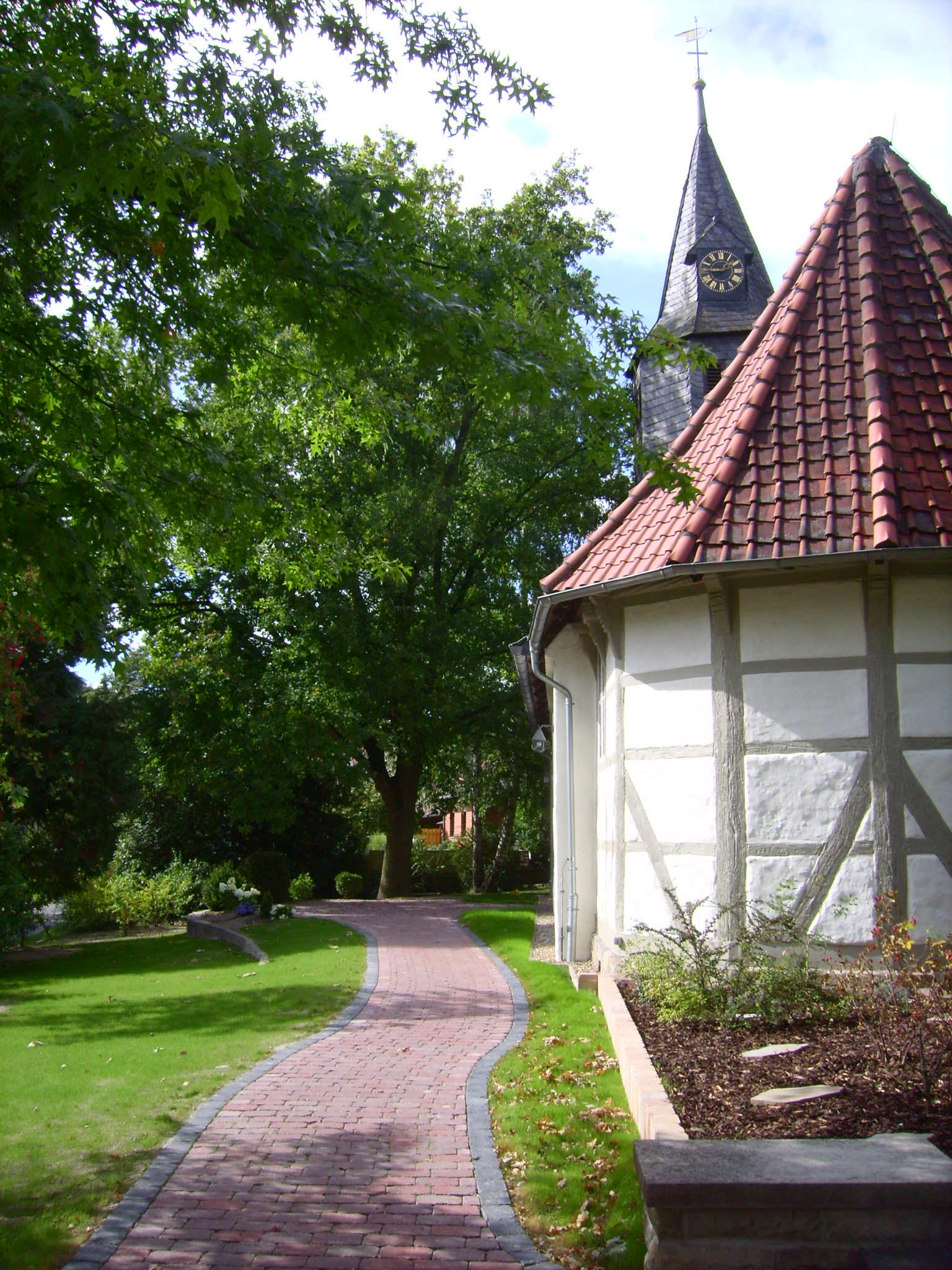
Taufweg

## Ausstattung

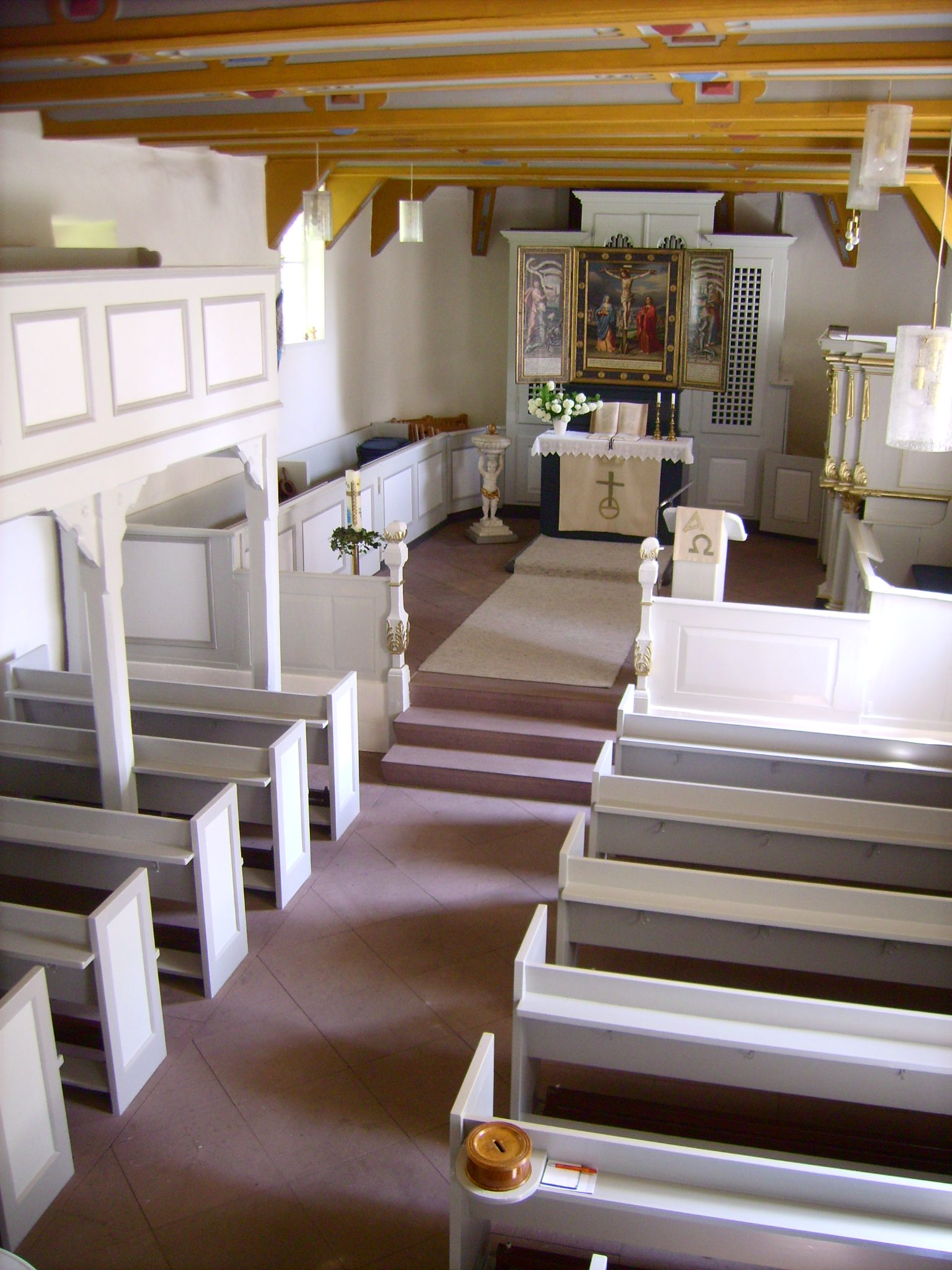
Innenansicht

### Flügelaltar
Es handelt sich ursprünglich um ein Epitaph aus Eichenholz für zwei Adlige des Gutes Schwicheldt. Neben der zentralen Kreuzigungsszene mit Maria und Johannes unter dem Kreuz zeigen die Flügel die Brüder Johann (links) und Otto von Schwicheldt (rechts), die in voller Rüstung kniend zum Gekreuzigten beten. Vor ihnen liegen Helm, Handschuhe und Streithammer. Bei ihnen stehen die Schutzpatrone Johannes der Täufer und Petrus. Beide Adlige sind mit 23 Jahren (1577 bzw. 1578) verstorben. Während die Flügel noch im Originalzustand sind und von dem flämischen Künstler Marten de Vos (1532–1603) stammen, wurde die Kreuzigungsszene durch den hannoverschen Maler Adolf Nieß im Jahre 1839 – nach der Vorlage des Originals – neu erstellt. Die Außenseiten der Flügel tragen biblische Zitate in plastisch gemalter Schrift (gelb auf blauem Grund). Höhe: 1,29 m, Breite des Mittelteils: 1,05 m, Breite der Flügel: 0,53 m.

#### Inschriften der Innenseite des Flügelaltars
- linker Flügel – Spruchband von Johannes dem Täufer über dem Kopf des Johann von Schwicheldt:

SIHE DAS IST DAS LAM GOTTES WELCHES DER WELT SVNDE DREGET – JOHANN
(Siehe, das ist das Lamm Gottes, welches der Welt Sünde trägt! – Johannes 1,29);
Text unter dem Bild:
IM IAR NACH DER GEBVRT VNSERS IENICHE
ERLOSERS IESV CHRISTI · M · D LXXVII ·
SEINES ALTERS IM · XXIII IAR IST
DER EDEL VND EHRNFEST IOHAN
V · SCHWEICHELT IN GOT SELIGLICHEN
VORSCHIEDEN GOT ERFREU SEINE
SEEL IN EWIGKEIT · AMEN ·
- Text unter dem mittleren Bild:

CHRISTVS HAT VNSERE SVNDEN SELBST GEOPFERT AN SEINEM LEIBE AUF DEM HOLTZ
AUF DAS WIR DER SVNDE ABGESTORBEN DER GERECHTIGKEIT LEBEN: DVRCH WELCHE
WVNDEN IHR SEID HEIL WORDEN · PETR:II,XXIV.
(Christus hat unsere Sünden selbst geopfert an seinem Leib auf das Holz, damit wir, der Sünde abgestorben, der Gerechtigkeit leben. Durch seine Wunden seid ihr heil geworden. – 1. Petrus 2,24)

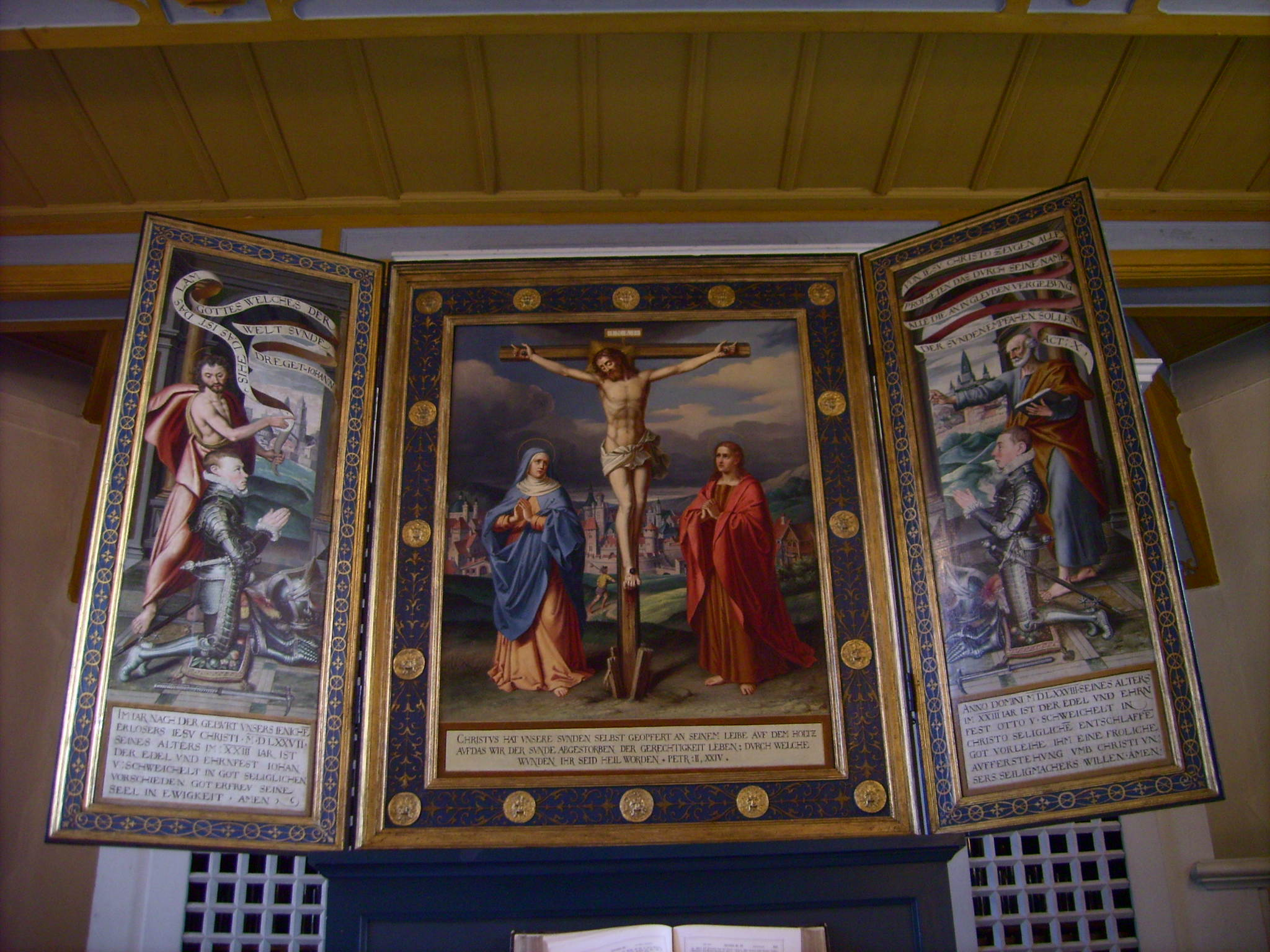
Flügelaltar

- rechter Flügel – Spruchband von Petrus über dem Kopf des Otto von Schwicheldt:

VON IESV CHRISTO ZEUGEN ALLE PROFHETEN DAS DVRCH SEINE NAME ALLE DIE AN IN GLEVBEN
VERGEBVNG DER SVNDEN EMPFAHEN SOLLEN – ACT · X (Von Jesus Christus bezeugen alle Propheten,
dass durch seinen Namen alle, die an ihn glauben, Vergebung der Sünden empfangen sollen. – Apostelgeschichte 10,43);
Text unter dem Bild:
ANNO DOMINI MDLXXVIII · SEINES ALTERS
IM XXIII IAR IST DER EDEL VND EHRN
FEST OTTO V · SCHWEICHELT IN
CHRISTO SELIGLICHE ENTSCHLAFFE
GOT VORLEIHE IHM EINE FROLICHE
AVFFERSTEHVNG VMB CHRISTI VNSERS
SEILIGMACHERS WILLEN · AMEN ·

#### Inschriften der Außenseite des Flügelaltars
- linker Flügel:

ICH WEIS DAS MEIN ERLOSER
LEBET, VND ER
WIRD MICH HERNACH AVS
DER ERDEN AUFFWECKE
VND WERDE DARNACH
MIT DIESER MEINER
HAVT VMBGEBEN WERDEN ·
VND WERDE IN
MEINEM FLEISCHE GOT
SEHEN, DENSELBEN
WERDE ICH MIR SEHEN
VND MEINE AVGEN
WERDEN IHN SCHAWEN,
VND KEIN FREMBDER
HIOB · 19 ·
(Ich weiß, dass mein Erlöser lebt, und er wird mich hernach aus der Erde auferwecken; und werde darnach mit dieser meiner Haut umgeben werden, und werde in meinem Fleisch Gott sehen. Denselben werde ich mir sehen, und meine Augen werden ihn schauen, und kein Fremder. – Hiob 19,25-27 in älterer Luther-Übersetzung)
WIR HABEN EINEN
GOTT DER DA
HILFFT VND DEN
HERRN HERRN
DER VOM TODE
ERRETTET
PSAL · LXVIII ·
(Wir haben einen Gott, der da hilft, und den Herrn Herrn, der vom Tode errettet. – Psalm 68,21 in älterer Luther-Übersetzung)
- rechter Flügel:

DVRCH EINEN MENSCHEN
KOMET DER
TOD, VND DVRCH
EINEN MENSCHEN
DIE AVFFERSTEHVNG
DER TODTEN, DEN
GLEICH WIE SIE IN
ADAM ALLE STERBE
ALSO WERDEN SIE
IN CHRISTO ALLE
LEBENDIG GEMACHT
WERDEN · COR · XV ·

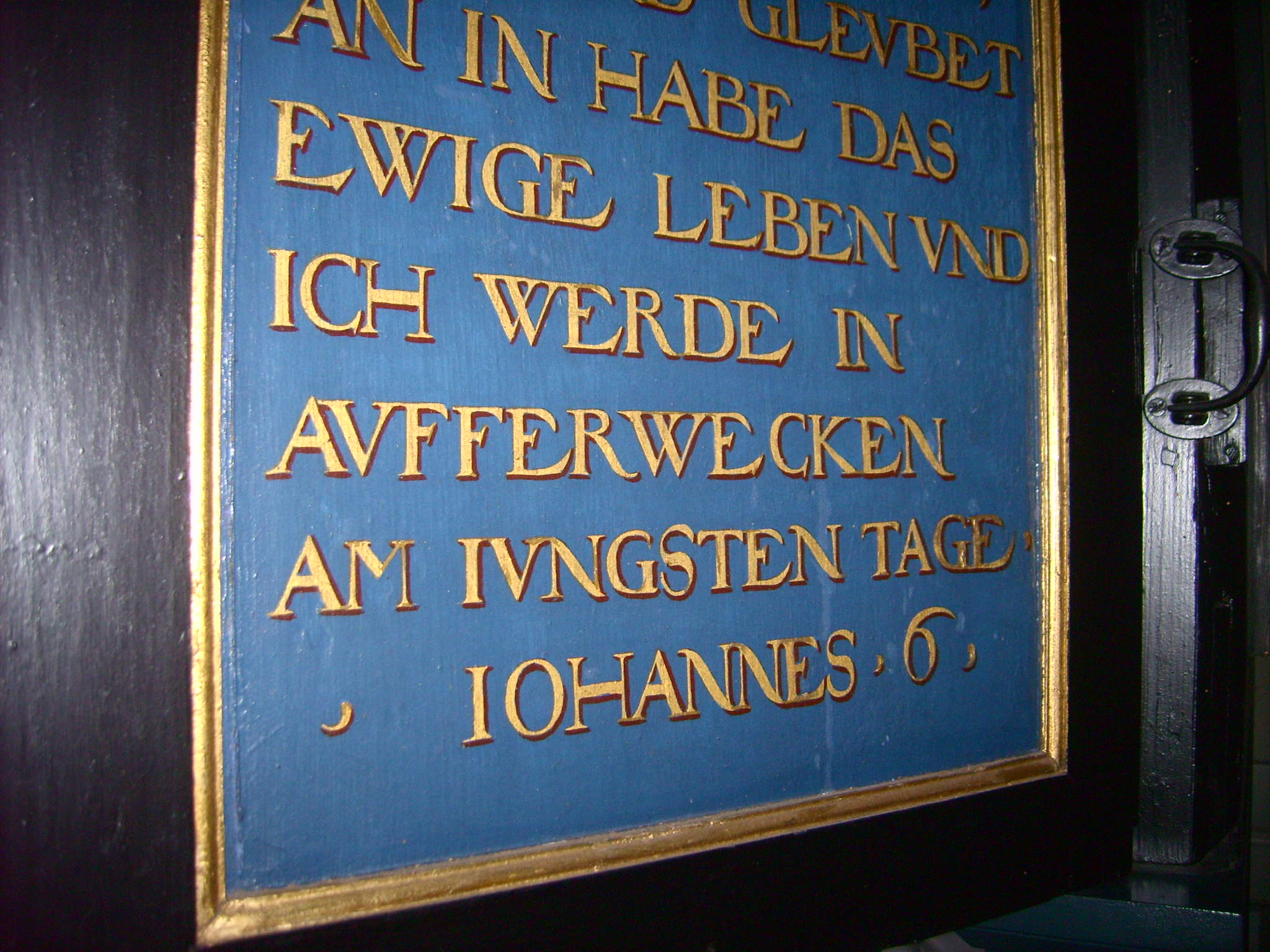
Inschrift der Außenseite des rechten Altarflügels

(Durch einen Menschen kommt der Tod und durch einen Menschen die Auferstehung der Toten. Denn wie sie in Adam alle sterben, so werden sie in Christus alle lebendig gemacht werden. – 1. Korinther 15,21-22)
DAS IST SPRICHT
CHRISTVS, DER WILLE
DES DER MICH
GESAND HAT, DAS
WER DEN SON SIHET
VND GLEUBET
AN IN HABE DAS
EWIGE LEBEN VND
ICH WERDE IN
AUFFERWECKEN
AM IVNGSTEN TAGE
· IOHANNES · 6 ·
(Das ist, spricht Christus, der Wille des, der mich gesandt hat, dass, wer den Sohn sieht und glaubt an ihn, habe das ewige Leben; und ich werde ihn auferwecken am jüngsten Tage. – Johannes 6,40)

### Taufengel
Der im Altarraum stehende Taufengel aus Holz von 1726 stammt aus der Barockzeit und war ein Vermächtnis von Catharine Dorothee Metzing, geborene Leverköhn. Höhe: 1,00 m, Durchmesser: 0,42 m. Der Engel trägt eine hölzerne Schale auf dem Kopf, in die eine metallene Taufschale eingelegt ist. Diese ist im Jahr 1869 von G. Plünnecke und seiner Frau gestiftet worden und trägt auf dem äußeren Rand folgende Inschrift: Marc. 10 V. 14 Lasset die Kindlein zu mir kommen und wehret ihnen nicht.

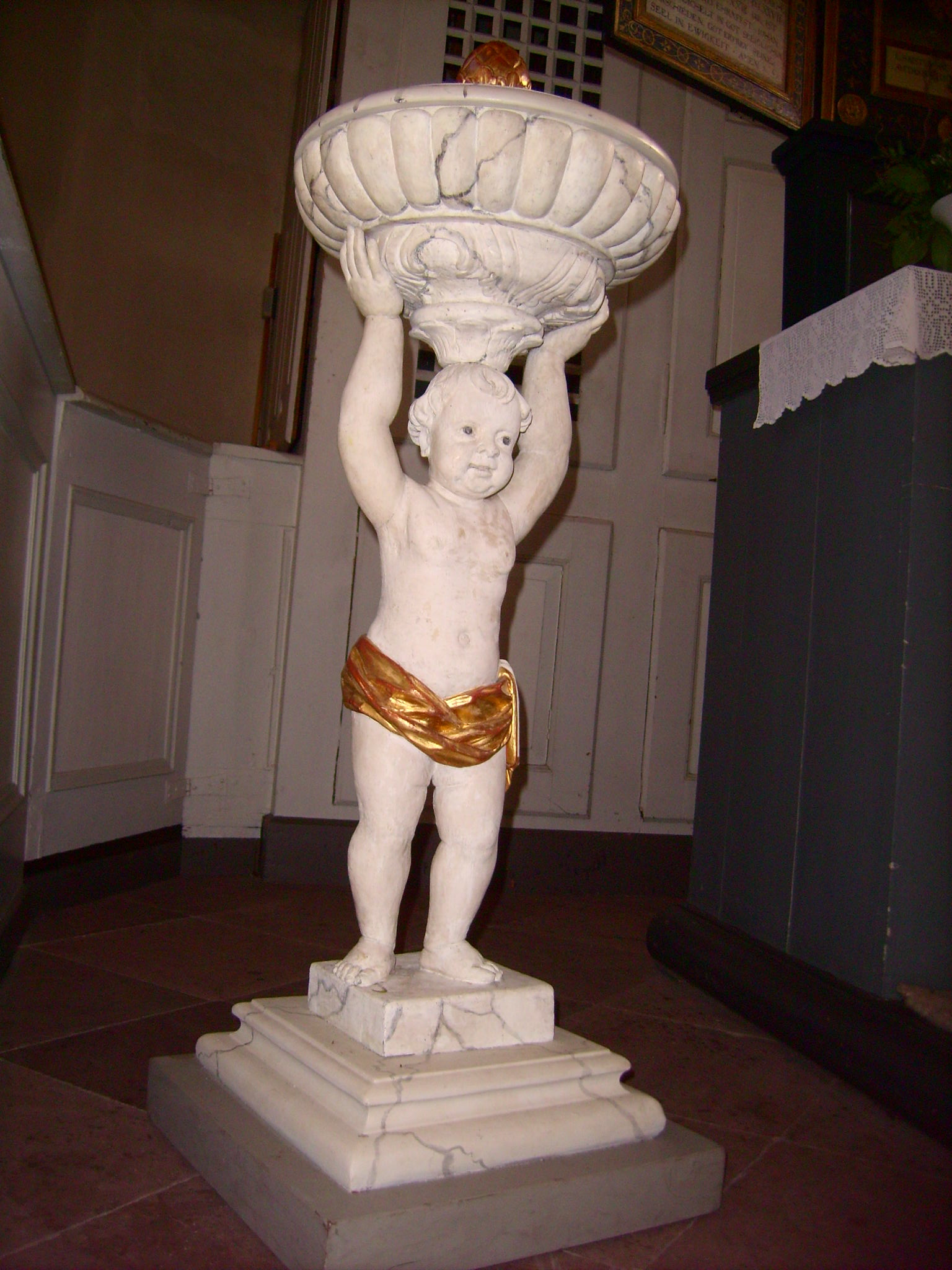
Taufengel

### Orgel
Die Orgel wurde 1877 von den Orgelbauern Philipp Furtwängler & Söhne im Stil der Orgelromantik erbaut. Die Orgel umfasste 6 Register im Manual und 2 Register im Pedal, wobei die Pedalregister Transmissionen aus dem Manual waren (Manual: Bordun 16′, Prinzipal 8′, Salicional 8′, Lieblich Gedackt 8′, Oktave 4′, Oktave 2′. Pedal: Subbass 16′. Prinzipal 8′). 1962 wurde die Orgel dem Zeitgeschmack entsprechend durchgreifend verändert, aber ein Großteil des alten Pfeifenwerkes wiederverwendet. Der Orgelbauer Hans Joachim Düngel erweiterte im Zuge dieser Arbeiten das Schleifladen-Instrument auf neun Stimmen (Manual: Gedackt 8′, Principal 4′, Flöte 4′, Nasat 2 2/3′ (Diskant) – 1962 aus alten Pfeifen ergänzt, Octave 2′, Scharff 2-3 fach (2/3′) – 1962 neu. Pedal: Subbaß 16′, Octave 8′, Pommer 4′ – 1962 aus altem Pfeifen ergänzt). Nach einer zwischenzeitlichen Rückführung auf den angenäherten Originalzustand hat die Orgel wieder die Disposition aus dem Jahr 1877, ergänzt durch das Register Mixtur im Manual. Die Spiel- und Registertrakturen der Orgel sind mechanisch. Als Spielhilfe ist eine Pedalkoppel vorhanden.

### Glocken
Im Turm hängen zwei Glocken, eine 600 kg schwere G-Ton-Glocke von 1724 sowie eine B-Ton-Glocke von 1972, die 350 kg wiegt. Die ältere Glocke goss Glockengießer Christian Ludewig Meyer aus Braunschweig aus der Vorgängerglocke von 1580 um, die 1722 beim Beerdigungsläuten für Anna Jürges geb. Hoyer zersprungen war. Die jüngere Glocke wurde von den Gebrüdern Rincker aus Sinn/Dillkreis gegossen. Die außen am Turm angebrachte kleine Glocke (Durchmesser 36 cm) für den Uhrschlag stammt – obwohl kein Gussjahr angegeben ist – aus dem 14. Jahrhundert. Sie weist nämlich Verzierungen auf, die man ab dem 15. Jahrhundert nicht mehr verwendet hat: Nahe der Haube befinden sich zwei Schnurstege. Sie hat sicher ursprünglich in einem Dachreiter oder Glockenträger gehangen.

### Gruft
Das Freiherrlich von Schwicheldtsche Erbbegräbnis von 1600 befindet sich unter dem Fachwerkanbau und nördlich davon. Die älteren Särge wurden um 1760 wegen Platzmangel herausgenommen und zwischen der Kirche und der Straße Im Schlage beigesetzt. Der heute älteste Sarg in der Gruft ist der des Freiherrn August Wilhelm von Schwicheldt (1708–1766). Zuletzt wurde Reichsgraf Curdt von Schwicheldt (1839–1898) beigesetzt. 1986 sind Teile der Gruft und der Särge durch Vandalismus stark beschädigt worden. Im Jahr 2015 ist die Gruft von Archäologen und Anthropologen restauriert worden, dabei wurden auch die zerstörten Särge wieder hergestellt und die Gebeine zugeordnet. Die Wiedereinweihung nach Abschluss aller Arbeiten erfolgte unter großer Gemeindebeteiligung am Tag des offenen Denkmals 2016, dem 11. September. Seitdem kann die Gruft wieder auf Anfrage besichtigt werden.

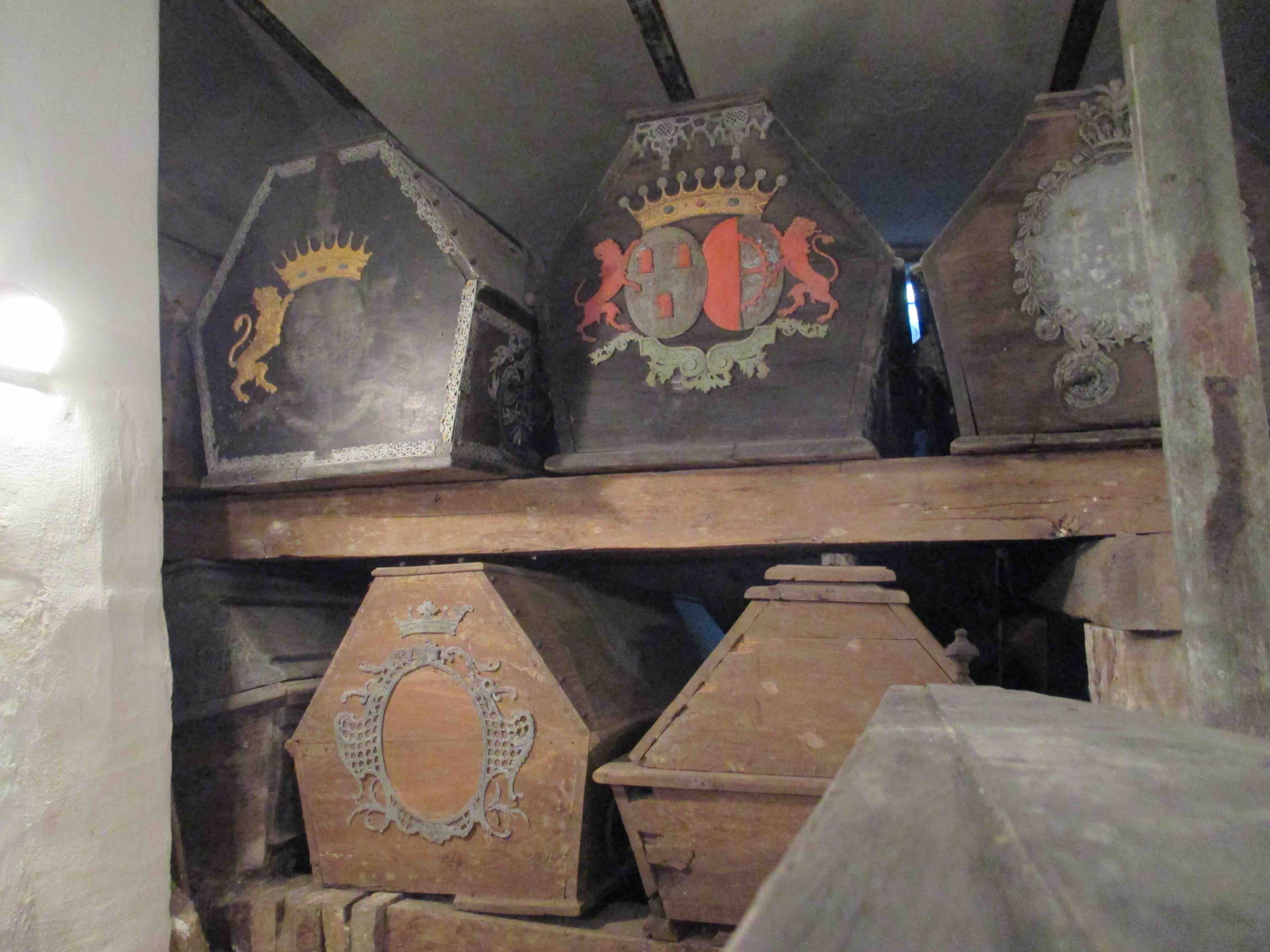
Särge im Hauptraum der Gruft unter St. Urban Klein Ilsede

### Vasa sacra
Ein Kelch von 1637 mit dem Wappen des Caspar Jost von Schwicheldt und der Margareta von Falckenbergk mit Patene, ein Kelch von 1700, ein Kelchlöffel aus Silber aus dem 18. Jahrhundert, ein Kelch von etwa 1980, eine Taufkanne von 1701 aus Zinn (gestiftet von Windmüller Hinrich Müller), ein gusseisernes Altarkruzifix mit Holzkreuz und -sockel (von C. Metzing, 1868) und ein Standkruzifix aus Gusseisen für die Sakristei (um 1840).